# Schinus terebinthifolius
El pimentero brasileño, turbinto, aroeira, molle hawaiano, pimienta rosada o rosa (Schinus terebinthifolius) es un arbusto o pequeño árbol de 7 a 10 m de altura, nativo de áreas subtropicales y tropicales de Sudamérica, sudeste de Brasil, norte de Argentina y de Paraguay.

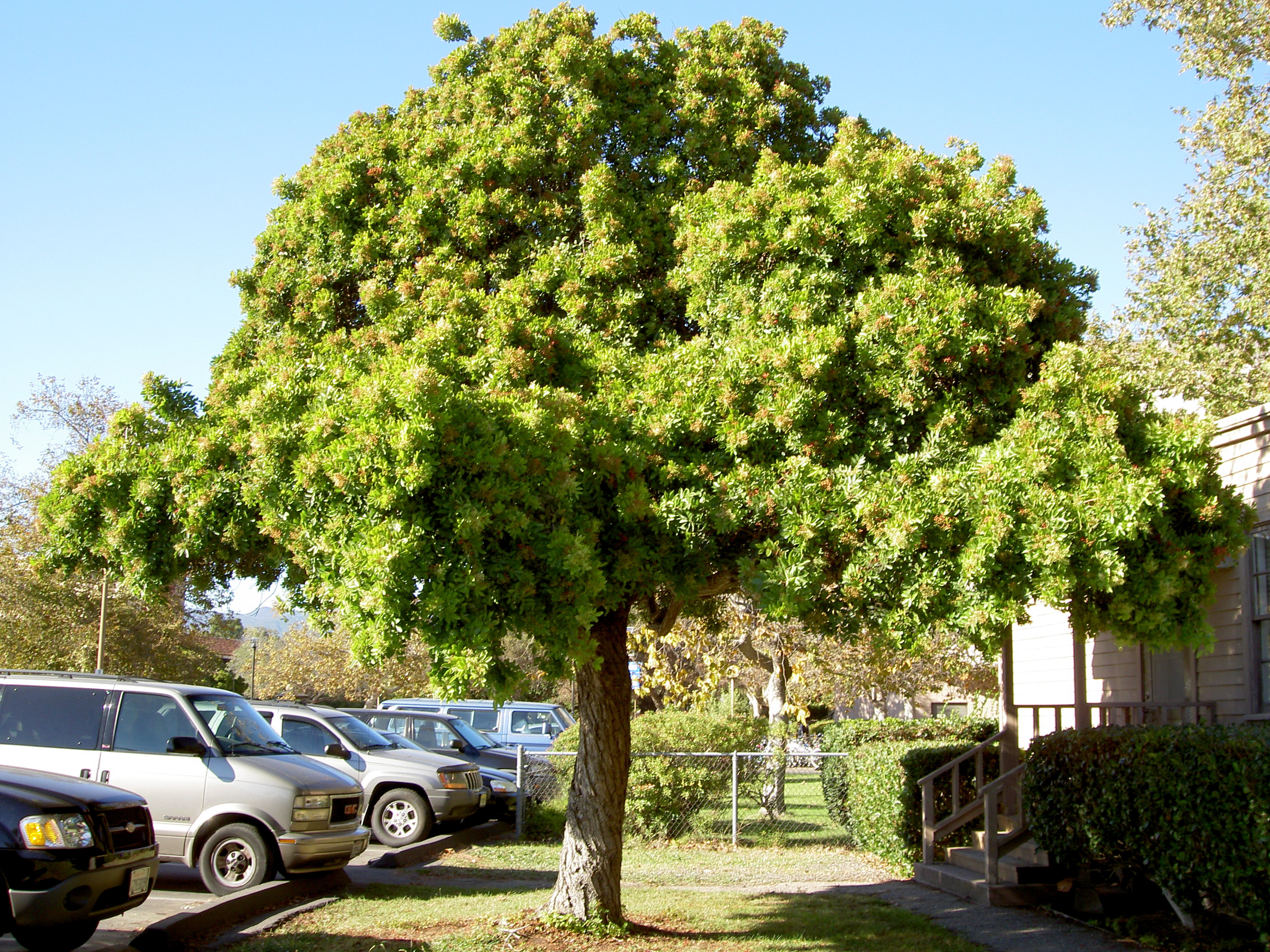
Vista del árbol

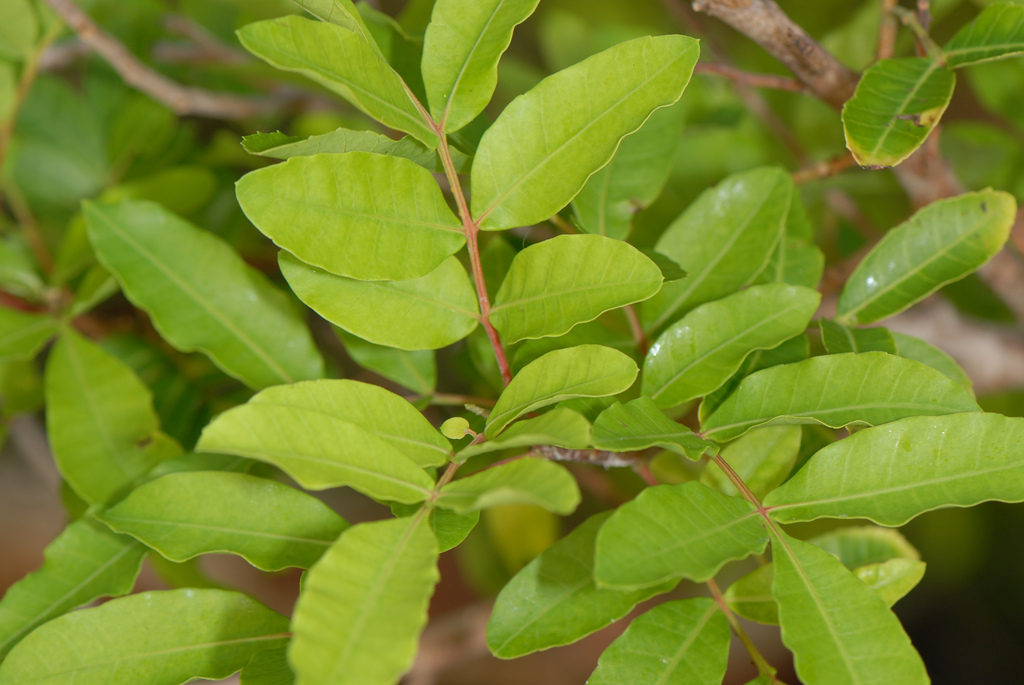
Hojas

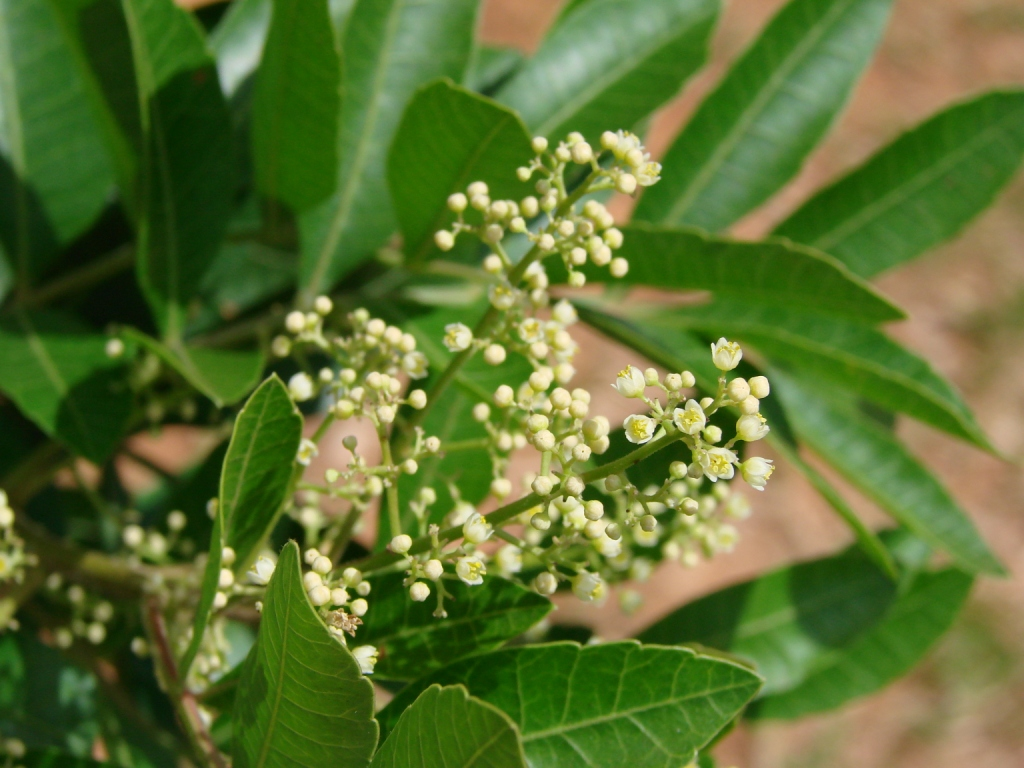
Flores

## Descripción
Tiene ramas ascendentes y colgantes en el mismo árbol. Las hojas son alternas, de 10 a 22 cm de longitud, pinnadas compuestas con 3 a 15 folíolos; los folíolos son ovales (lanceolados a elípticas), de 3 a 6 cm de largo y 2 a 3,5 cm de ancho, con márgenes finamente dentados, con ápice acudo a redondeado. El raquis entre los folíolos es usualmente (pero no invariable) alado. La planta es dioica, con flores pequeñas y blancas. El fruto es una pequeña drupa roja y esférica de 4 a 5 mm de diámetro, en densos racimos de centenares de drupas.
Hay dos variedades:
- Schinus terebinthifolius var. acutifolius. Hojas de 22 cm, con 7 a 15 folíolos; fruto rosado.
- Schinus terebinthifolius var. terebinthifolius. Hojas de 17 cm, con 5 a 13 folíolos; fruto rojizo.

Como muchas otras especies de la familia de las Anacardiaceae, el pimentero brasileño tiene un látex aromático que causa reacciones cutáneas (similar al veneno de la Toxicodendron radicans o Rhus toxicodendron) en personas sensibles.
Está incluido en la lista 100 de las especies exóticas invasoras más dañinas del mundo de la Unión Internacional para la Conservación de la Naturaleza.

## Cultivo y usos
Este árbol es muy atractivo ornamentalmente, en regiones libres de heladas sudamericanas por su follaje decorativo y frutos. Aunque no es un pimentero (Piper), sus drupas secas se venden como pimienta rosada. Las semillas se usan como una especia con moderación, agregando pimienta negra, porque si no, es tóxica.
Planta ornamental, que se ha convertido en una maleza en muchas regiones subtropicales con moderada a alta pluviosidad, Australia, Bahamas, Bermuda, sur de China, Cuba, Fiyi, Polinesia, Guam, Perú, Malta, Islas Marshall, Mauritania, Nueva Caledonia, Nueva Zelandia, Isla de Norfolk, Puerto Rico, Reunión, y en EE. UU. (Florida Y Hawái). En áreas desérticas, como Israel y el sur de California, crece pero no es invasora.
Este árbol fue introducido a Florida en 1891, quizás antes (Gogue et al. 1974), prosperando mucho, reemplazando plantas nativas, con miles de hectáreas ocupadas. Es especialmente colonizadora de sitios alterados y crece en condiciones húmedas y secas. Forma denso dosel, ahogando a otras plantas. La venta, transporte o siembra del arbolito están legalmente prohibidos en EE. UU., clasificada como Maleza Categoría I  por el Exotic Pest Plant Council (EPPC) (ver ).

## Taxonomía
Schinus terebinthifolius fue descrita por Giuseppe Raddi y publicado en Memoria di Matematica e di Fisica della Società Italiana del Scienze Residente in Modena, Parte contenente le Memorie di Fisica 18(2): 399–400. 1820.
Etimología
Schinus es el nombre griego del lentisco: arbolito perenne de esta misma familia;
terebinthifolius: epíteto compuesto latíno que significa "con las hojas del género Terebinthus (se refiere al actual género Bursera)".
Sinonimia
- Rhus schinoides Willd. ex Schult.
- Rhus trijuga Poir.
- Sarcotheca bahiensis Turcz.
- Schinus antiarthriticus Mart. ex Marchand
- Schinus mellisii Engl.
- Schinus mucronulatus Mart.[3]

## Nombres comunes
Se conoce como pimentero brasileño, turbinto, aroeira, y pimienta rosada o rosa. En el Perú, se le llama molle o molle hawaiano (para evitar confusiones con Schinus molle). En El Salvador se conoce como falso pimiento, jocotillo extranjero y pimientillo.